# Шестак (монета)
Шестак (пол. Szóstak, бел. Шастак) — монета для платежей на территории Речи Посполитой, подражание польскому шостаку. Оккупационные деньги шестак и тинф были отчеканены в Москве в 1707—1709 годах в разгар Северной войны. Шестак — полтинфа (принудительный курс). Фактический рыночный курс — 1/3 тинфа.
Во время Северной войны между Россией и Швецией (1700—1721 годы) основные военные действия проходили на территории Белоруссии и правобережной Украины. Местное население при расчёте не всегда охотно (а позднее лишь по весу серебра) принимало российскую серебряную копейку дореформенного образца. Поэтому для нужд российской армии была начата чеканка монет местного образца (тинф) на Адмиралтейском и Красном монетных дворах. По своему виду и лигатуре монеты должны были соответствовать 500 пробе. Но, так как нормы не выдерживались, также возникли затруднения при расчётах, и поэтому выпуск тинфов был прекращён в 1709 году. Шестаки чеканились в 1707 году. Частично эти монеты имели ограниченное хождение на территории России из расчёта 12 копеек за тинф. По решению Брестского воеводства в 1714 году было запрещено обращение тинфов Московского производства. В России же в 1722—1725 годах прошли отзывы тинфовой монеты на передел. Предположительно шестаков и тинфов было выпущено на 200 000 рублей.
Подлинный червонец 1706 года в низкопробном серебре раньше рассматривался как шестак.